# Пелін Карахан
Вільдан Пелін Карахан (тур. Vildan Pelin Karahan) — турецька акторка, відома за виконанням ролі Міхрімах Султан у серіалі «Величне століття. Роксолана».

## Біографія
Пелін Карахан народилася року в турецькому місті Анкара 7 вересня 1984. Все своє дитинство Пелін провела в Ізмірі, де жила її сім'я. Пелін росла в сім'ї не одна, у неї також є молодша сестра. Пелін закінчила гімназію в місті Анкара і ліцей Мехмеда Паші Соколовича. Вступила до Анатолійського університету, де навчалася на факультеті туризму, готельного та ресторанного бізнесу. Вона є рекламним обличчям в Туреччині компанії Coca-Cola, шоколаду Kit Kat. Крім цього вона бере участь у фотосесіях для відомих турецьких журналів і веде активне життя. Найпопулярніша роль Пелін Карахан це Аслі Зейбек в серіалі «Мрійники». Крім роботи актрисою вона також викладає в університеті.

## Кар'єра
Знімалася в рекламі Nestlé, Coca-Cola Light і ін. Першу роль Пелін Карахан отримала в серіалі «Мрійники» (тур. Kavak Yelleri), яке транслювалося в Туреччині на «Kanal D» з 2007 по 2011 рік. З 2012 по 2014 працювала в серіалі «Величне століття. Роксолана» в ролі Міхрімах. З 2015 по 2016 Пелін грала роль Айлін Харманлі в серіалі «Досить».

## Особисте життя
Пелін Карахан була одружена з тренером з фітнесу і пілатесу Ердінч Бекіроглу. Весілля проходило в Барселоні, Іспанія. Пара розлучилася в листопаді 2013 року. 
На початку 2014 року, актриса зав'язала відносини з турецьким бізнесменом стегна Гюнтаем. У травні 2014 року ці фірми побралися; весілля планувалося на літо 2014 року, і відбулася 24 червня під палаці Адиле-султан. 
27 грудня Пелін і Бедрі стали батьками: в 16:10 за місцевим часом Пелін народила сина, якого назвали Алі Демір. На початку 2017 року стало відомо, що пара чекає другу дитину. 27 березня 2017 року Пелін народила другого сина Джана Еюпа.

## Фільмографія
| Рік       |   | Українська назва            | Оригінальна назва   | Роль            |
| --------- | - | --------------------------- | ------------------- | --------------- |
| 2005      | ф | Джемаль                     | Cemalim             | Зейнем          |
| 2007—2010 | с | Мрійники                    | Kavak Yelleri       | Асли Зейбек     |
| 2008      | с | Баяз Шоу                    | Beyaz show          | Камео           |
| 2012—2014 | с | Величне століття. Роксолана | Muhteşem Yüzyıl     | Міхрімах Султан |
| 2015—2016 | с | Досить                      | Yeter               | Айлін Харманли  |
| 2018      | с | Ворог в моєму домі          | Yuvamdaki Dusman    | Тюлін           |
| 2021      | с | Одного разу на Кіпрі        | Bir Zamanlar Kibris | Інджі Дерелі    |
| 2024      | с | Бахар                       | Bahar               | Севда           |
| 2024      | с | Брудний кошик               | Kirli Sepeti        | Мейра Карабей   |